# Tirat Cvi
Tirat Cvi (hebrejsky טִירַת צְבִי, doslova "Cviho hrad", anglicky Tirat Zvi, v oficiálním seznamu sídel Tirat Zevi) je vesnice typu kibuc v Izraeli, v Severním distriktu, v Oblastní radě Emek ha-Ma'ajanot.

## Geografie
Leží v nadmořské výšce 224 metrů pod mořskou hladinou v intenzivně zemědělsky využívaném Bejtše'anském údolí, které je součástí Jordánského údolí. V okolí obce se nacházejí četné vydatné prameny, ale původní vádí protékající údolím byla většinou kvůli zemědělskému hospodaření svedena do umělých vodotečí. Jižně od obce ovšem protéká vádí Nachal Bezek. Údolí je rovinaté, s rozsáhlými plochami umělých vodních nádrží a zemědělských pozemků. Člení ho jen nevelké pahorky, většinou lidského původu coby stopy dávného osídlení jako Tel Menora a Tel Šekafim, které se rozkládají západně od vesnice, nebo Tel Caf, Tel Gema a Tel Malket v krajině jižně od kibucu. Zhruba 8 kilometrů na západ od vesnice se terén prudce zvedá do svahů pohoří Gilboa.
Vesnice je situována 32 kilometrů jižně od Galilejského jezera, 2 kilometry západně od řeky Jordán, cca 8 kilometrů jihovýchodně od města Bejt Šean, cca 80 kilometrů severovýchodně od centra Tel Avivu a cca 65 kilometrů jihovýchodně od centra Haify. Tirat Cvi obývají Židé, přičemž osídlení v tomto regionu je ryze židovské. Společně s nedalekými vesnicemi Sde Elijahu, Šluchot a Ejn ha-Naciv vytváří blok nábožensky založených kibuců. Tirat Cvi leží jen 3 kilometry od hranice Západního břehu Jordánu.
Tirat Cvi je na dopravní síť napojen pomocí lokální silnice číslo 6678, která severozápadně od kibucu ústí do dálnice číslo 90.

## Dějiny
Tirat Cvi byl založen 30. června 1937 a jeho zakladateli byli náboženští pionýři ze střední Evropy. Šlo o opevněnou osadu typu Hradba a věž. Jako první ubikace sloužila osadníkům budova, kterou tu postavil původní arabský majitel pozemků. Tato budova byla již původně vybavena silnou hradbou. Kibuc Tirat Cvi tak byl jedinou osadou Hradba a věž, která neměla standardizovanou podobu s palisádovým opevněním a strážní věží, protože tyto funkce plnily již existující objekty.
Prvními osadníky byli Židé z Německa napojení na náboženskou organizaci ha-Po'el ha-Mizrachi. Šlo o první nábožensky orientovaný kibuc v tomto regionu a o vůbec první náboženský kibuc, který nedávno předtím založená organizace ha-Kibuc ha-Dati zřídila.
Kibuc byl pojmenován podle německého rabína Cvi Hirsche Kalishera. Zpočátku trpěli osadníci malárií, která se šířila z okolních močálů. 28. února 1938 se místní Arabové pokusili kibuc napadnout, ale byli odraženi.
Do roku 1948 stály v okruhu 1 kilometru od kibucu Tirat Cvi dvě arabské vesnice. Na západní straně to byla osada al-Khunayzir (roku 1931 v ní žilo 200 lidí v 47 domech), na východní straně Arab al-Zarra'a. V květnu 1948, během Operace Gideon, v počáteční fázi války za nezávislost, byly ovládnuty izraelskými silami a místní arabské obyvatelstvo uprchlo. Jejich zástavba byla pak zničena.
Ještě předtím, 16. února 1948, byl kibuc Tirat Cvi napaden 600 arabskými vojáky z dobrovolnické armády Fauzí al-Kaukdžího. Pro Kaukdžího mělo jít o první test schopnosti jeho jednotek dobýt izolované židovské vesnice. Do boje nasadil jeden prapor. Osadu bránilo 150 jejích obyvatel (80 mužů a 70 žen). Útok se jim podařilo zastavit a z boku napadnout nepřítele. Při obraně Tirat Cvi byl zabit jeden její obyvatel. Padlo i 57 Arabů. Útočníci zanechali na místě značné množství vybavení a výzbroje. Po neúspěšném útoku následoval exodus Arabů z okolních vesnic. Roku 1949 měl kibuc Tirat Cvi 290 obyvatel a rozlohu katastrálního území 3610 dunamů (3,61 kilometru čtverečního).
Ekonomika obce je založena na zemědělství (největší palmový háj v Izraeli a rozsáhlý chov ryb v umělých nádržích), průmyslu a turistickém ruchu. Funguje tu velká továrna na zpracování masa. V kibucu fungují zařízení předškolní péče o děti. Základní škola Šaked (שק”ד) se nachází v sousedním Sde Elijahu.
V Tirat Cvi je k dispozici zdravotní a zubní ordinace, obchod, synagoga, plavecký bazén a další sportovní areály, společná jídelna, veřejná knihovna a společenské centrum.

## Demografie
Obyvatelstvo kibucu Tirat Cvi je nábožensky založené. Podle údajů z roku 2014 tvořili naprostou většinu obyvatel v Tirat Cvi Židé (včetně statistické kategorie "ostatní", která zahrnuje nearabské obyvatele židovského původu ale bez formální příslušnosti k židovskému náboženství).
Jde o menší sídlo vesnického typu se stagnující populací. K 31. prosinci 2014 zde žilo 734 lidí. Během roku 2014 populace stoupla o 2,7 %. Kibuc je výhledově plánován pro usídlení až 320 rodin.
| Rok            | 1948 | 1949 | 1961 | 1972 | 1983 | 1995 | 2001 | 2003 | 2004 | 2005 | 2006 | 2007 | 2008 | 2009 | 2010 | 2011 | 2012 | 2013 | 2014 |
| -------------- | ---- | ---- | ---- | ---- | ---- | ---- | ---- | ---- | ---- | ---- | ---- | ---- | ---- | ---- | ---- | ---- | ---- | ---- | ---- |
| Počet obyvatel | 334  | 290  | 353  | 419  | 601  | 718  | 668  | 667  | 641  | 642  | 645  | 672  | 683  | 609  | 622  | 642  | 711  | 715  | 734  |

## Zajímavost
Dne 21. června 1942 byla v Tirat Cvi naměřena dosud nejvyšší teplota v Asii – 53,9 °C.